# Stratham
Stratham és una població dels Estats Units a l'estat de Nou Hampshire. Segons el cens del 2007 tenia 7.206 habitants.

## Demografia
Segons el cens del 2000, Stratham tenia 6.355 habitants, 2.306 habitatges, i 1.743 famílies. La densitat de població era de 162,4 habitants per km².
Dels 2.306 habitatges en un 40,7% hi vivien nens de menys de 18 anys, en un 67,5% hi vivien parelles casades, en un 6% dones solteres, i en un 24,4% no eren unitats familiars. En el 18,5% dels habitatges hi vivien persones soles el 4,9% de les quals corresponia a persones de 65 anys o més que vivien soles. El nombre mitjà de persones vivint en cada habitatge era de 2,76 i el nombre mitjà de persones que vivien en cada família era de 3,18.
Per edats la població es repartia de la següent manera: un 29,1% tenia menys de 18 anys, un 4,2% entre 18 i 24, un 32,4% entre 25 i 44, un 25,5% de 45 a 60 i un 8,9% 65 anys o més.
L'edat mediana era de 38 anys. Per cada 100 dones de 18 o més anys hi havia 91,4 homes.
La renda mediana per habitatge era de 76.726$ i la renda mediana per família de 81.391$. Els homes tenien una renda mediana de 53.271$ mentre que les dones 36.759$. La renda per capita de la població era de 33.270$. Entorn del 0,5% de les famílies i l'1,2% de la població estaven per davall del llindar de pobresa.